# Глухів (село)
Глу́хів — село в Україні, у Шептицькому районі Львівської області. Населення становить 475 осіб.
Село Глухів розташоване по обох боках річки Солокії, притоки р. Бугу.

## Історія
За володінням Австрії Глухів нараховував 135 родин. У селі була дерев'яна церква, школа, корчма і жидівська крамниця — «склеп». Село в той час не належало до національно свідомих сіл, та й до 1928 року люди там називали себе русинами. Перед першою світовою війною лише одна глухівська родина посилала своїх дітей до вищої школи. Один син дяка Андрій Кичун закінчив ще австрійську учительську семінарію, працював учителем.

## Аварія на шахті 2017 року
2 березня 2017 року на шахті «Степова» сталася аварія. Загинуло 8 гірників і травмувалися 14 гірників.